# فیل فرنس
فیل فرنس (انگلیسی: Phil Ferns؛ زادهٔ ۱۲ سپتامبر ۱۹۶۱) بازیکن فوتبال اهل بریتانیا است.
از باشگاه‌هایی که در آن بازی کرده‌است می‌توان به باشگاه فوتبال چارلتون اتلتیک، باشگاه فوتبال یئوویل تاون، باشگاه فوتبال ای‌اف‌سی بورنموث، باشگاه فوتبال بلکپول، و باشگاه فوتبال ویمبلدون اشاره کرد.